# Woldemar Hottenroth

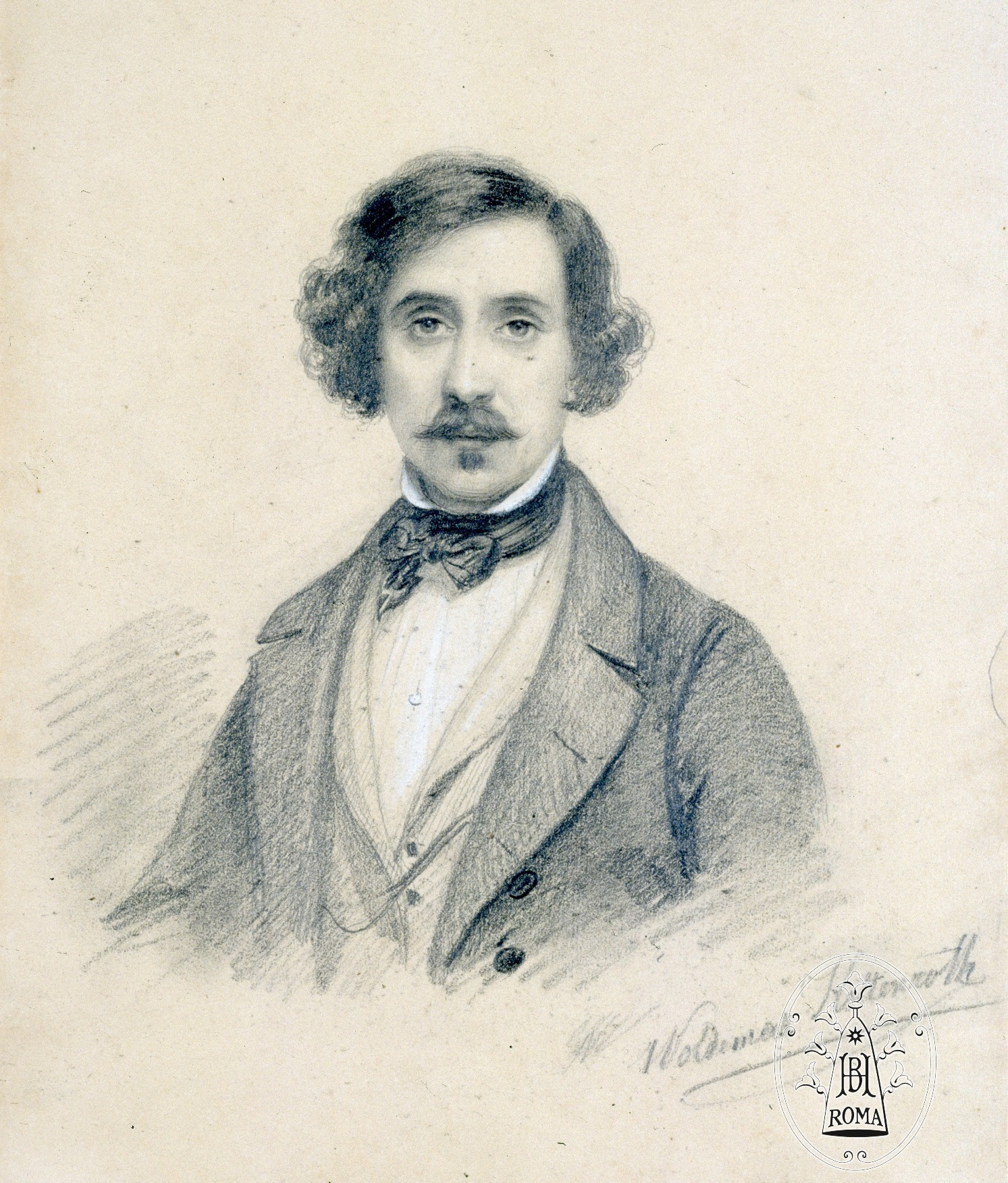
Woldemar Hottenroth Selbstporträt

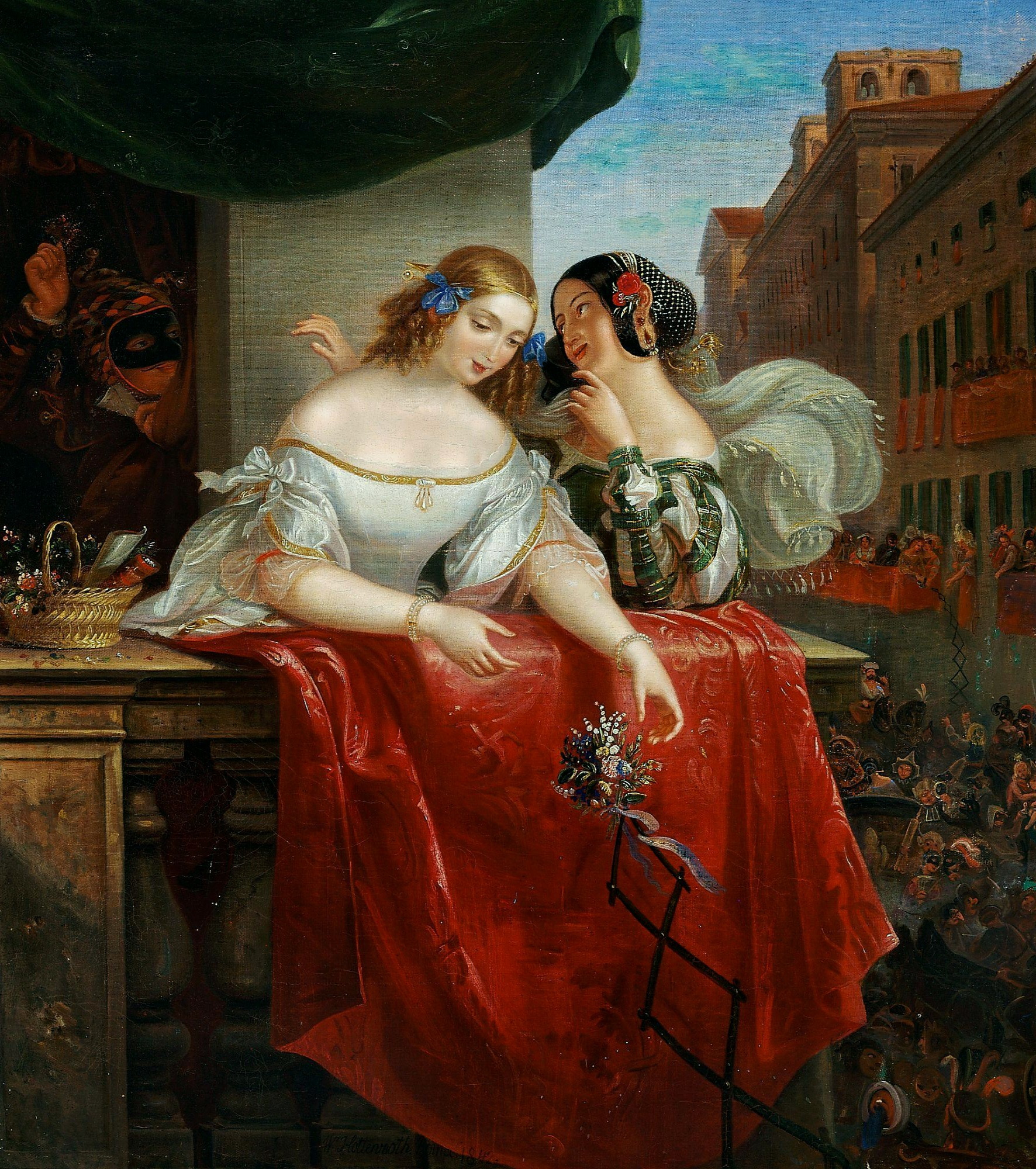
Römischer Carneval

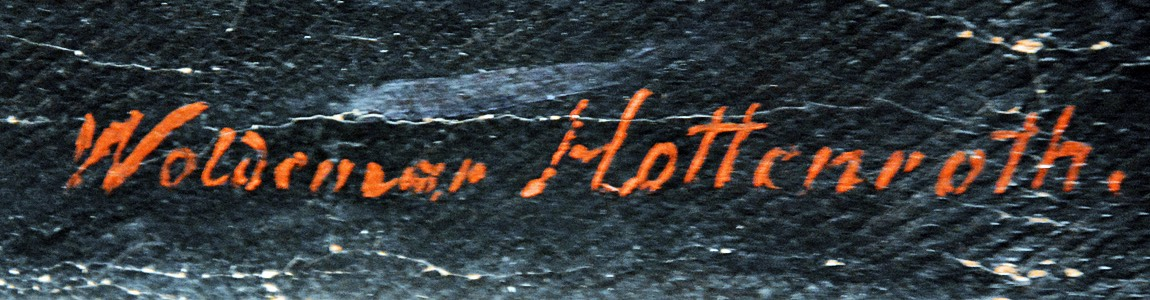
Signatur von Woldemar Hottenroth

Woldemar Hottenroth (* 20. August 1802 in Blasewitz bei Dresden; † 6. September 1894 in Wachwitz bei Dresden) war ein deutscher Maler der Spätromantik. Bekannt wurde er durch seine Genre- und Porträtbilder sowie Landschafts- und Genrezeichnungen. Die Brüder Woldemar und Edmund Hottenroth sind typische Vertreter der Malerei der Dresdner Spätromantik.

## Leben

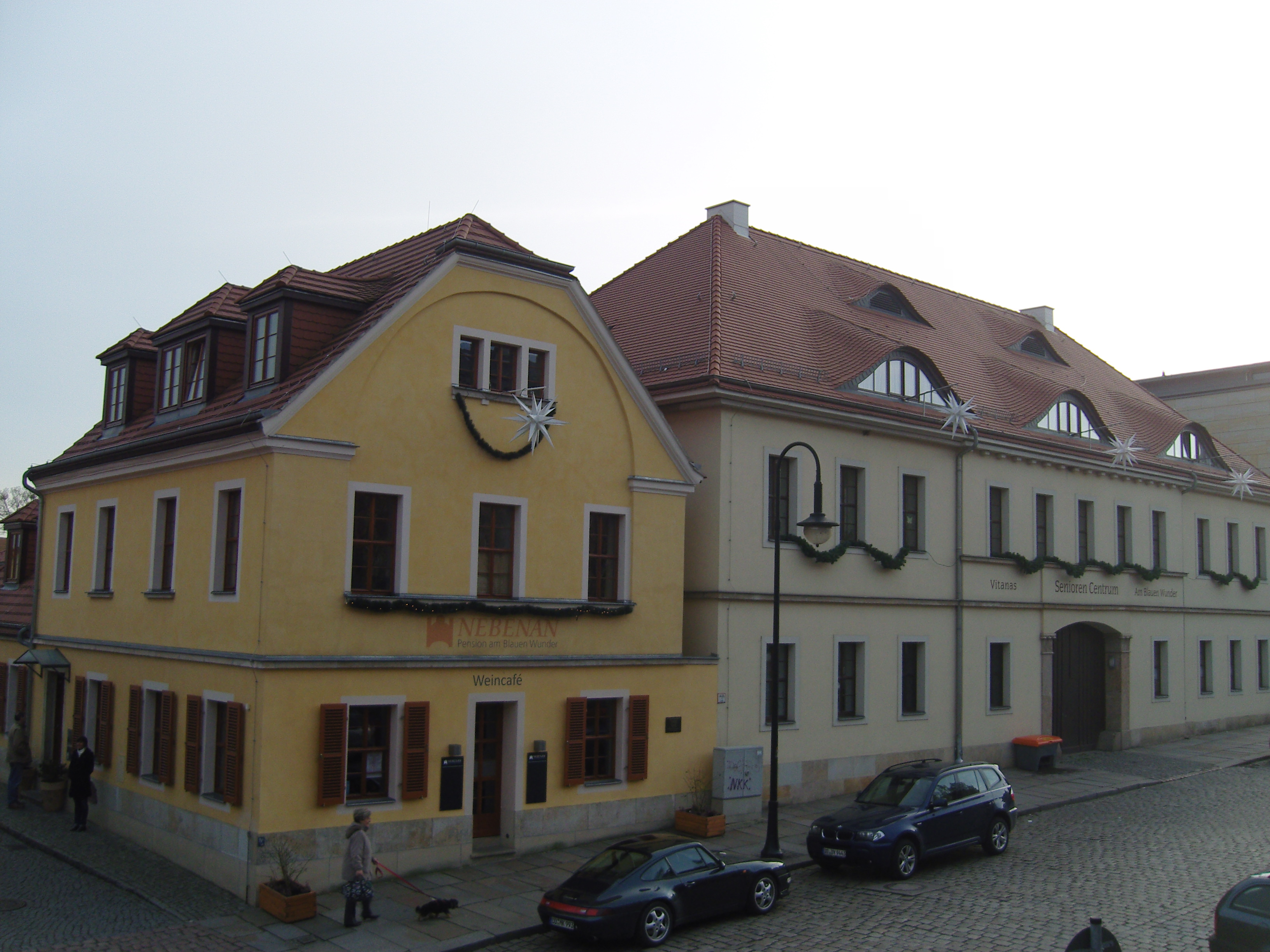
Geburtshaus von Woldemar Hottenroth am Schillerplatz in Blasewitz

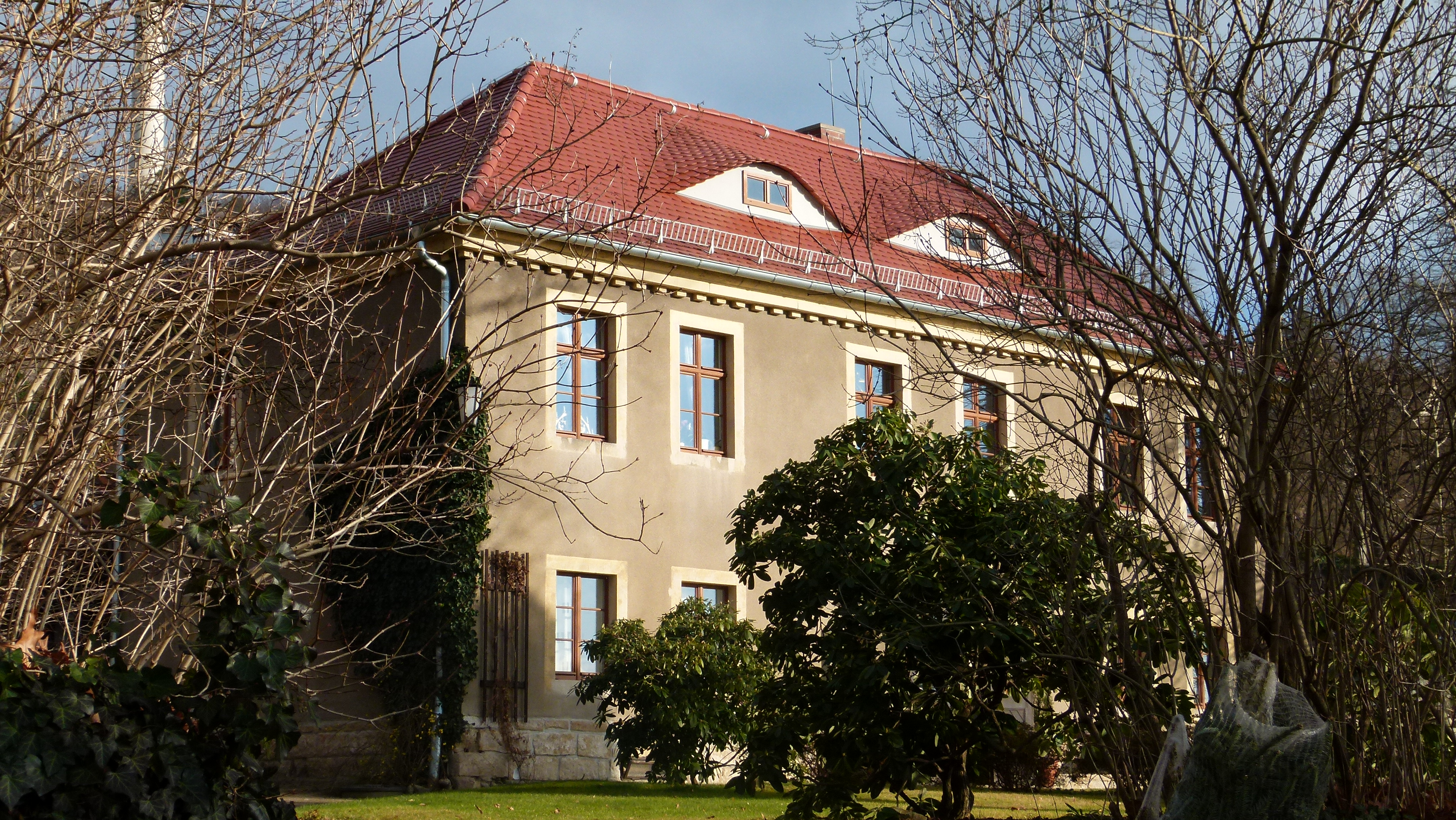
Ab 1856 Sommerhaus von Woldemar Hottenroth „Am Steinberg“ 15 in Wachwitz

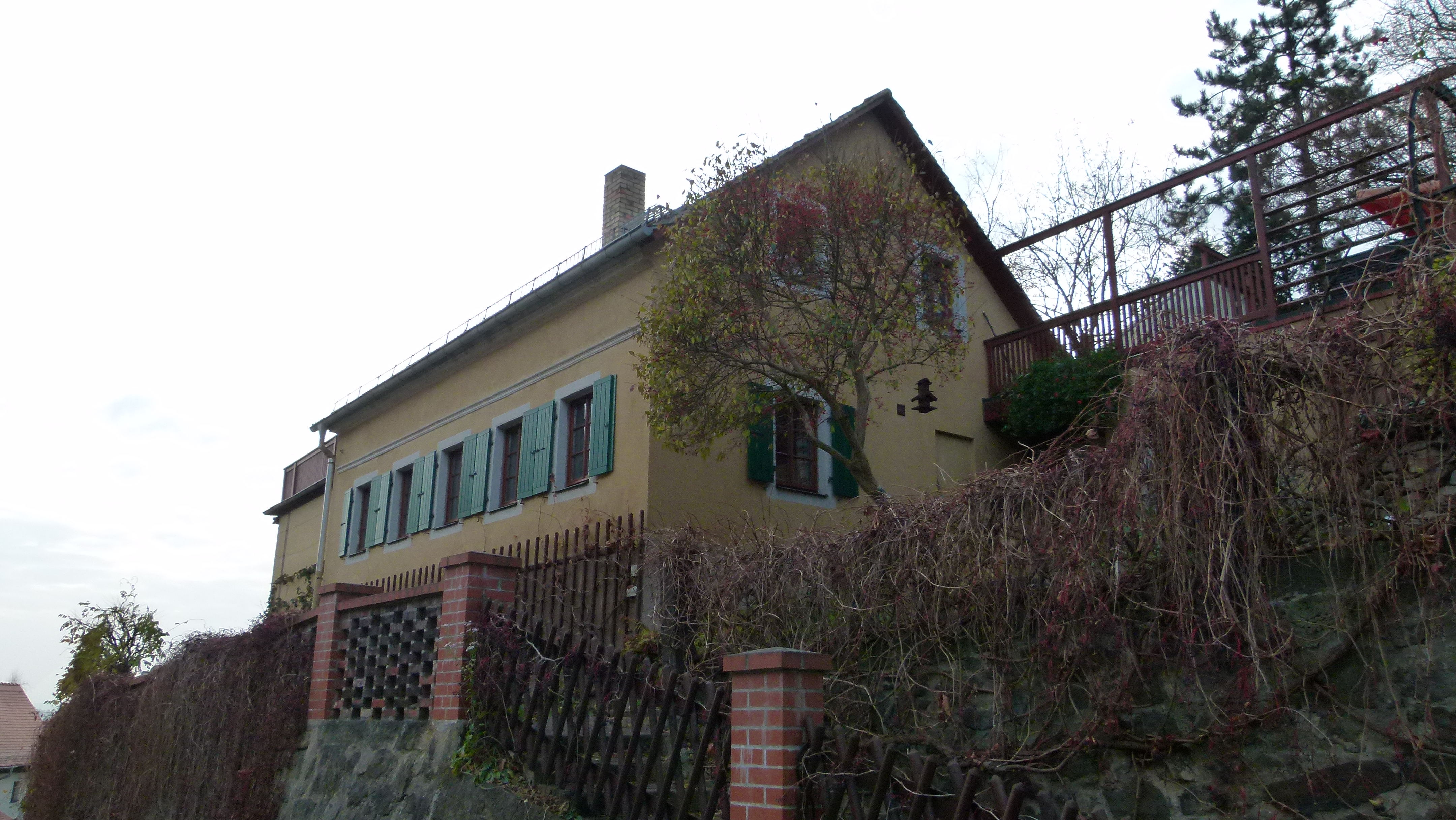
Gartenhaus „Haus Sonnenrose“, Wachwitzgrund 7

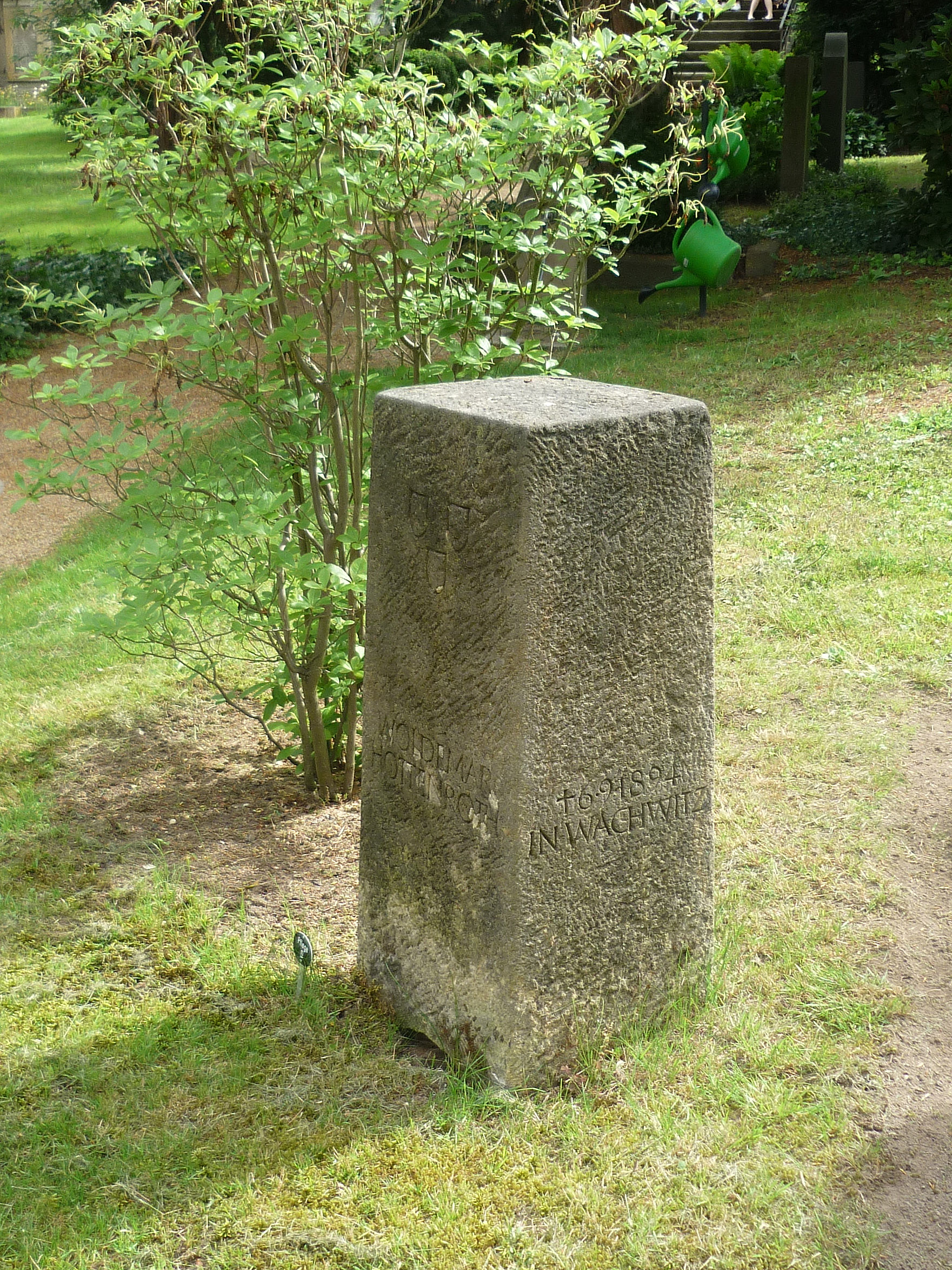
Grabstein von Woldemar Hottenroth auf dem Loschwitzer Friedhof

Woldemar Hottenroth wurde als Sohn des Kammerdieners Franz Aloys Hottenroth und Josepha Hottenroth, geb. Busetti, direkt neben dem Schillergarten am Schillerplatz 10 geboren. Seine Vorfahren waren italienische Kaufleute, die während des Baus der Hofkirche nach Dresden kamen. Er besuchte zunächst die katholische Schule in Dresden und ab 1816 die Zeichenschule der Dresdner Kunstakademie. Das daran anschließende Studium an der Königlichen Akademie der Bildenden Künste in Dresden schloss er 1828 ab. Einer seiner prägenden Lehrer war Johan Christian Clausen Dahl. Zwischendurch unternahm er gemeinsam mit seinem Bruder Edmund 1826 eine Reise ins Riesengebirge und nach Böhmen.
Ein Stipendium der Königlichen Akademie der Bildenden Künste ermöglichte Woldemar Hottenroth dann die Weiterführung seiner künstlerischen Ausbildung von 1828 bis 1830 in Paris. Dort wurde er an der Académie Suisse und im Atelier des Malers Louis Hersent ausgebildet. Mit seinem Bruder Edmund, der Ende Juni 1829 in Paris eintraf, reiste er im Herbst desselben Jahres durch die Schweiz. 
Im Juli 1830 gingen beide Brüder dann nach Italien. In Rom gehörten sie zum deutsch-römischen Künstlerkreis und lernten unter anderem Joseph Anton Koch und Johann Christian Reinhart kennen. Woldemar blieb bis 1843 in Rom und machte dort auch die Bekanntschaft mit Horace Vernet, Louis Léopold Robert, Bertel Thorvaldsen und Johann Friedrich Overbeck. Mit dem Ehepaar Friedrich Anton Serre und Friederike Serre war er im Sommer 1834 in Neapel und auf Ischia.
Woldemar Hottenroth kehrte 1844 zurück nach Deutschland, um Agnes († 1892), Tochter des Großkaufmanns Silvester Willert, in Hamburg zu heiraten und dort zu leben. 1845 folgte ein erneuter, aber nur kurzer Aufenthalt in Paris. Anschließend lassen sich Reisen nach England und Schottland nachweisen. Von 1851 bis 1853 hatte er einen erneuten Aufenthalt in Rom und verkehrte dort unter anderem mit den Malern August Grahl und Alfred Rethel.
Nach seiner Rückkehr lebte er ab 1854 dann dauerhaft in Dresden. 1872 erwarb der Maler das 1863 gebaute und so genannte „Haus Sonnenrose“ im Wachwitzgrund und nutzte es als Wohnung und Atelier. Zuvor war dieser Platz für den Bau der Wachwitzer Schule vorgesehen. Bereits ab 1856 war er in den Sommermonaten regelmäßig im Ort zu Gast und lebte dabei im Haus Am Steinberg Nr. 15.
Er verstarb 1894 in seinem Sommerhaus in Wachwitz bei Dresden und wurde auf dem Loschwitzer Friedhof beigesetzt.
Sein Sohn Johann Edmund Hottenroth (* 13. Oktober 1855 in Dresden; † 31. Juli 1937 in Dresden) schlug die militärische Laufbahn ein und war Militärschriftsteller und Archivar im sächsischen Kriegsministerium. Die Tochter Helene (* um 1852) heiratete den Cellisten der Dresdner Hofkapelle Ferdinand Böckmann (1843–1913), welcher seit 1861 Lehrer am königlichen Konservatorium und Königlich Sächsischer Kammervirtuose war.
1931 erhielt die „Hottenrothstraße“ seinen Namen, die „Agneshöhe“, ein Aussichtspunkt im Ortsteil Pappritz, erinnert an seine Frau Agnes.

## Werke (Auswahl)
- Bildnis seines Vaters Franz Aloys Hottenroth, 1827, Staatliche Kunstsammlungen Dresden
- Erminia bei den Hirten, 1827, Staatliche Kunstsammlungen Dresden
- Leukothea und Ulysses, um 1830, Öl auf Leinwand, Verbleib unbekannt
- Porträt eines Armeniers, um 1830, Verbleib unbekannt
- Zwei Kopfstudien eines Armeniers, um 1830, Staatliche Kunstsammlungen Dresden, Galerie Neue Meister, Inv. Nr. 3086 und 3087
- Porträt der Baronin Martini, um 1830, Verbleib unbekannt
- Kopie nach Raffael, um 1830, Verbleib unbekannt
- Kopfstudien, um 1830, Verbleib unbekannt
- Selbstbildnis mit Hut, 1831
- Landschaft bei Neapel, 1835, Stadtmuseum Dresden
- Am Golf von Neapel, 1835, Zeichnung
- Kirche Sta. Maria dell’Annunzione in Ariccia, 1837
- Selbstporträt mit Silhouette von Rom, 1844, Staatliche Kunstsammlungen Dresden
- Bildnis seiner Frau Agnes Hottenroth, geb. Willert, 1844, Staatliche Kunstsammlungen Dresden
- Friedrichsruh bei Hamburg, 1845, Stadtmuseum Dresden
- Pilger und Gemüsehändlerin, 1857, Staatliche Kunstsammlungen Dresden
- Keppgrund bei Hosterwitz, 1870, Stadtmuseum Dresden